# 불정심다라니경
불정심다라니경(佛頂心陀羅尼經)은 서울특별시 관악구 호림박물관에 있는 조선시대의 불경이다. 1991년 9월 30일 대한민국의 보물 제1108호로 지정되었다.

## 개요
불정심다라니경은 온 마음으로 읽고 지니면 재앙을 피할 수 있다는 신앙에 의해 널리 유통된 경전이다. 다라니는 지혜와 삼매(三昧:잡념을 버리고 한가지 일에 정신을 집중시키는 것)를 성취시켜 주는 힘을 지니고 있는 말씀으로 글자 하나마다 무한한 의미와 위력을 가지고 있다고 한다.
이 책은 목판에 새기고 닥종이에 찍어낸 것으로 상·중·하 3권을 1책으로 엮었으며, 크기는 세로 31㎝, 가로 18.7㎝이다. 책 끝에 있는 학조(學祖)의 글을 통해서 성종 16년(1485)에 인수대비가 당나라 판본을 견본으로하여 간행한 것임을 알 수 있다. 본문을 상·하 2단으로 나누어 위쪽에는 불경의 내용을 요약하여 묘사한 변상도(變相圖)를 그리고 아래쪽에는 불경을 썼다.
이 책은 이후에 여러 차례 다시 새겨 찍어낸 책들이 전래되고 있지만 지정된 보물 제1108호는 왕실에서 간행된 불정심다라니경 중에서 가장 뛰어난 작품이다.

## 참고 자료
- 불정심다라니경 - 국가유산청 국가유산포털